# Израиль и ЮНЕСКО
На данный момент Израиль одно из 194 (данные на 2020 год) государств-участников ЮНЕСКО, то есть государств, присоединившихся к конвенции о Всемирном наследии, но не находящихся в составе ЮНЕСКО. Израиль вступил в организацию ЮНЕСКО в 1949 году с целью предотвращения антисемитизма, сохранения памяти о Холокосте, охране еврейского наследия от террористов. Тогда же была создана Национальная комиссия Израиля по делам ЮНЕСКО.
У Израиля сложились напряженные отношения с ЮНЕСКО, регулярно оспаривающем правомерность израильского контроля над историческим центром Иерусалима и еврейским наследием Западного берега реки Иордан.
В 2018 году вступило в силу решение Израиля, принятое в 2017 году, о выходе из ЮНЕСКО, одновременно с США, из-за несогласия по палестинскому вопросу. При этом Израиль остался государством-участником ЮНЕСКО, а объекты Всемирного наследия в Израиле остались в списке ЮНЕСКО.

## История конфликтов
Израиль вступил в ЮНЕСКО в 1949 году. Была создана Национальная комиссия Израиля по делам ЮНЕСКО.
В период 1974—1979 год Израиль выходил из организации по причине наложенных ЮНЕСКО санкций на Израиль за археологические раскопки на Храмовой горе. Возвращение Израиля в Юнеско стало возможным лишь после угрозы США прекратить финансирования агентства.
В 2003 году были посланы многочисленные Миссии ООН в Израиль и на Палестинские территории по мирному урегулированию вопросов между израильтянами и палестинцами.
В 2010 году ЮНЕСКО постановило, что Гробница еврейской праматери Рахели является мусульманской мечетью и призвало Израиль убрать этот объект вместе с хевронской Пещерой праотцев из списка достопримечательностей еврейского национального наследия.
В 2011 году ЮНЕСКО приняло решение признать Палестинскую автономию членом организации в статусе государства.
В 2015 году исполком ЮНЕСКО осудил Израиль за «агрессию и незаконные действия против свободы вероисповедания в мечети Аль-Акса» на Храмовой горе и потребовал признать Гробницу Рахели и Пещеру праотцев святыми для мусульман местами.
В 2016 году исполком организации принял решение, подвергающее сомнению связь еврейского народа с Храмовой горой и Стеной плача в Иерусалиме, называя Израиль «оккупирующей силой».
2017 год ознаменовался конфликтом из-за того, что Юнеско признало Пещеру еврейских праотцев в Хевроне и старую часть города Хеврона «палестинским наследием». В ЮНЕСКО приняли резолюцию, отрицающую права Израиля на Иерусалим. Израиль прекратил сотрудничество с ЮНЕСКО, о чём тогдашний Министр просвещения Нафтали Беннет уведомил гендиректора организации.
В израильских университетах продолжили работу двенадцать кафедр ЮНЕСКО и один Центр ЮНЕСКО. Все объекты (их девять) всемирного наследия ЮНЕСКО в Израиле остались в списке организации.
В 2018 году вступило в силу решение Израиля, принятое в 2017 году, о выходе из ЮНЕСКО одновременно с США из-за несогласия по палестинскому вопросу.
В 2021 году Израиль взвешивал возможность возвращения в ЮНЕСКО.

## Объекты всемирного наследия ЮНЕСКО в Израиле
Израиль является Государством-участником ЮНЕСКО, то есть страной, присоединившейся к Конвенции ЮНЕСКО о всемирном наследии. Израиль ратифицировал данную конвенцию в 1999 году, согласившись тем самым на идентификацию и номинацию объектов на своей национальной территории, которые рассматриваются для включения в Список всемирного наследия. В 2017 году Израиль объявил о выходе из ЮНЕСКО, решение вступило в силу в 2018 году, тем не менее все объекты (их девять) всемирного наследия ЮНЕСКО остались в списке организации: крепость Масада, Старый город Акко, «бау хаус» в Тель-Авиве, бахайский храм в Хайфе, некрополь в Бейт Шеарим и ещё несколько исторических мест. От Израиля ожидается, как от государства-участника, охрана объектов всемирного наследия. Кроме того у Израиля есть Предварительный список 18 объектов, которые он намерен рассмотреть для выдвижения в список Всемирного наследия в Израиле.

## Израильские деятели ЮНЕСКО
Известные израильские деятели участвовали в работе ЮНЕСКО: скрипач-виртуоз Иври Гитлис (Посол доброй воли ЮНЕСКО в 1990 году), скульптор Дани Караван (удостоен почётного звания Артист ЮНЕСКО во имя мира), Ада Йонат (Лауреат Премии ЮНЕСКО-Л’Ореаль 2008 года для женщин в науке и Нобелевский лауреат 2009 года), Беата Кларсфельд (Почетный представитель и специальный посланник ЮНЕСКО по вопросам преподавания истории Холокоста и предупреждения геноцида, израильское гражданство получила в 2016 году). В память 20-й годовщины убийства миротворца, бывшего премьер-министра Израиля Ицхака Рабина, ЮНЕСКО проводила памятную церемонию (2015 год). Близким другом ЮНЕСКО был назван девятый президент Израиля Шимон Перес, с центром которого (Центр мира Переса) ЮНЕСКО подписала Меморандум о взаимопонимании.

## Конвенции, ратифицированные Израилем
Израиль ратифицировал 18 конвенций, в том числе: об авторском праве (1955 год), против дискриминации в области образования (1961 год), об охране всемирного культурного и природного наследия (1999 год), о борьбе с допингом в спорте(2012 год) и другие.